# 444
Évszázadok: 4. század – 5. század – 6. század
Évtizedek: 390-es évek – 400-as évek – 410-es évek – 420-as évek – 430-as évek – 440-es évek – 450-es évek – 460-as évek – 470-es évek – 480-as évek – 490-es évek
Évek: 439 – 440 – 441 – 442 –  443 – 444 – 445 – 446 – 447 – 448 – 449

## Események

### Nyugat- és Keletrómai Birodalom
- II. Theodosius keletrómai császárt és Caecina Decius Aginatius Albinust választják consulnak.
- III. Valentinianus nyugatrómai császár öt éves lányát, Eudociát eljegyzik Geiseric vandál király Ravennában túszként élő fiával, Hunerickel. Huneric addigi feleségét, Theodoric vizigót király lányát Geiseric azzal vádolja, hogy meg akarta őt mérgezni, ezért levágott orral és füllel visszaküldi az apjához.
- A nyugatrómai kormányzat de facto vezetőjének, Flavius Aetiusnak ellensége, Sebastianus, aki korábban a hadsereg fővezére volt, majd Konstantinápolyba menekült, a keletrómai főváros elhagyására kényszerül és a vizigótoknál keres menedéket. Theodoric király továbbküldi, így Barcelonán keresztül Észak-Afrikába, a vandálokhoz hajózik.
- Meghal Kürillosz alexandriai pátriárka. Utódja I. Dioszkorosz.

## Születések
- Szeinei, japán császár

## Halálozások
- I. Kürillosz, alexandriai pátriárka
- Tours-i Brictius, tours-i püspök

## Fordítás
- Ez a szócikk részben vagy egészben  a(z)   444 című angol Wikipédia-szócikk ezen változatának fordításán alapul.  Az eredeti cikk szerkesztőit annak laptörténete sorolja fel. Ez a jelzés csupán a megfogalmazás eredetét és a szerzői jogokat jelzi, nem szolgál a cikkben szereplő információk forrásmegjelöléseként.